# Siamon
Siamon byl staroegyptský princ z počátku 18. dynastie, z konce 15. století př. n. l. 
Byl synem prvního faraona Nové říše Ahmose I. a jeho manželky Ahmose-Nefertari. Jeho starším bratrem byl faraon Amenhotep I. Mumie prince Siamona byla nalezena ve skrýši v Dér el-Bahrí a nyní se nachází ve sbírce Egyptského muzea v Káhiře.
Jeho jméno v překladu znamená „Syn Amonův“.